# ライスボートの戦い
ライスボートの戦い（英: Battle of the Rice Boats、またはヤマクロウブラフの戦い、英: Battle of Yamacraw Bluff）は、アメリカ独立戦争中の1776年3月2日から3日に、ジョージア植民地とサウスカロライナ植民地の国境にあるサバンナ川で起きた戦闘である。ジョージアおよびサウスカロライナの愛国者民兵隊とイギリス海軍の小さな艦隊との間で戦われた。
1775年12月、北アメリカイギリス軍はマサチューセッツ湾植民地のボストンで包囲されていた。イギリス軍に補給する食料が必要になったので、イギリス海軍がジョージアに派遣されてコメなどの物資を購入しようとした。この艦隊がジョージアに到着すると、ジョージア植民地政府を支配し、総督のジェイムズ・ライトを拘束していた植民地反乱者達は、サバンナの港に停泊していた補給船をイギリス軍が捕獲し、移動させることに抵抗した。補給船の幾隻かは捕獲を免れるために燃やされ、幾隻かは取り戻したが、大半はイギリス軍が確保した。
ライト総督は拘禁されていた場所から逃げ出し、艦隊の1隻に逃れることができた。ライトがジョージアを離れたことで、ジョージアに対するイギリスの支配は終わったが、2年後の1778年、イギリス軍がサバンナ市を再占領することで簡単に取り戻すことになった。ライトは再度1779年から1782年までジョージアを統治したが、その後アメリカ独立戦争が終戦を迎える中でイギリス軍は撤退した。

## 背景
1775年4月、アメリカの13植民地でイギリスの植民地政策が問題にされ、レキシントン・コンコードの戦いで戦争に突入した。この事件の後、愛国者植民地人はボストン市を取り囲み、包囲戦を布いたが、包囲は不完全だった。ボストン市には海から物資を供給できた。この包囲戦に関する報せや6月に起きたバンカーヒルの戦いによって、13植民地全体に独立の機運が盛り上がった。この出来事までジョージア植民地は比較的中立の状態を保っていたが、植民地議会内の急進派が1775年夏に権力を握り、総督のジェイムズ・ライトから権限を取り去っていった。ライトはサバンナ近くにイギリス海軍が来てくれるよう要請していたが、チャールストンの愛国者がその要請書の伝達を妨害し、その代わりにライトは支援を必要としないとする文書を送っていた。
1776年1月、イギリス軍のマン・オブ・ウォーがタイビー島に到着し始めたとき、ジョージアにおける紛争は頂点に達した。1月12日、3隻の艦船がタイビー島沖に投錨した。1月18日には、この艦隊はHMSチェロキー、HMSサイレン、HMSレイブン、HMSタマーと多くの小艦艇で構成されていた。植民地議会議員のジョセフ・クレイなどに表明されたライトの意見は、この艦隊が反乱者を罰するために派遣されたということになっていた。実際にこれら艦船は、ボストンで包囲されているイギリス軍のために、サバンナで物資を得ることを目的に集められていた艦隊の中で初めに到着したものだった。1775年12月、イギリス軍の司令官ウィリアム・ハウ将軍は、ジョージアでコメなどの物資を買い求めるよう遠征隊に命令していた。2月初旬までに全艦隊がタイビー島沖に集結した。艦隊指揮はHMSスカボローに乗艦するアンドリュー・バークレイ海軍大佐であり、他にHMSヒンチンブルックと輸送船のHMSウィットビー、HMSシンメトリーの2隻が、ジェイムズ・グラント少佐の指揮で第40歩兵連隊からの約200名のイギリス陸軍正規兵を運んできていた。
1月に最初の艦船が到着したことで、ジョージア安全委員会は1月18日にライトなどイギリス政府から派遣された植民地役人を逮捕させる命令を出した。ジョージア民兵隊の少佐ジョセフ・ハーバーシャムがライト総督を自宅拘禁し、イギリス艦船との通信を図らないという約束をさせた。ライトは拘禁されているにも拘わらず嫌がらせを受け続けたので、その命が危ないと感じ、2月11日の夜にその邸宅から逃げ出した。その後王党支持者のプランテーションまで落ち延び、そこからスカボローまで連れて行かれた。そうしている間にジョージア植民地議会は会合を開き、第二次大陸会議に送る代議員を選出し、大陸軍のために連隊を立ち上げる手続きを始めていた。

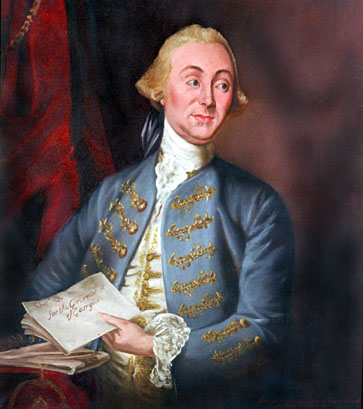
ジョージア最後の総督ジェイムズ・ライト

ライト総督はスカボローに乗艦すると、サバンナに残っている議員に手紙を書き、安全を確保しなければならなかったことについて不満を表明し、愛国者当局から望みの物資を得られるよう要請した。ジョージア植民地は、他の12植民地と共に、1774年に第一次大陸会議が作成した、イギリスとの交易を禁じる同盟規約を採択していた。交渉は事実上失敗し、2月29日、バークレイはその艦隊に行動に移るよう命令した。その目標は、サバンナの港に入っている多くの商船であり、その船主は商品を動かしたがっていた。以前の制約の有効期限が切れる3月1日には取引の可能性が出てくる予想があった。

## 戦闘
3月1日、スカボロー、タマー、チェロキー、ヒンチンブルックがサバンナ川を遡ってファイブ・ファソム・ホールに向かい、グラントが指揮する200ないし300名の兵士を乗せた輸送船を伴っていった。ヒンチンブルックと輸送船の1隻がさらにバック川を遡った。この輸送船は港湾地域の対岸に停泊し、一方ヒンチンブルックは町の上流に位置取りしようとしている時に川の砂州に座礁した。ジョセフ・ハーバーシャムの民兵隊が放った砲弾がヒンチンブルックの甲板を直撃したが、ハーバーシャムには適当な船が無かったので、この艦を乗っ取ることができなかった。ヒンチンブルックは次の高潮のときに脱出した。3月2日夜遅く、グラント隊がハッチンソン島に上陸した。この部隊は島を横切り、3月3日午前4時に島の近くに停泊していた多くのコメ輸送船を捕獲した。この行動は静寂の中で行われ、おそらくは船長たちの結託もあり、サバンナ市に警報が発せられたのは午前9時になってからだった。3月1日に艦船が到着していたことで、安全委員会は町と船舶の防衛を要求する伝言を発しており、翌日にはサウスカロライナの安全委員会にも援助の要請が伝えられた。
警報が発せられると、マッキントッシュ大佐が300名の民兵を率い、ヤマクロウブラフに4ポンド砲3門を据え付けた。続いてダニエル・ロバーツ中尉とレイモンド・ディメレ少佐に和平交渉の旗を持たせ、捕獲された船舶に派遣したが、この二人は即座に逮捕された。この二人と船舶を解放するために、2番目にさらに大勢の和平交渉団が到着したとき、交渉団の指導者だったロジャーズ大尉が侮辱され、事態はさらに悪化した。ロジャーズ大尉が捕獲された船上の誰かに向かって発砲すると、イギリス側もこれに対抗し、一人に傷を負わせ、交渉団が乗ってきた船を危うく沈ませてしまうところだった。この船が退却すると、マッキントッシュは崖の上の大砲を発砲させ、それに続いた砲撃戦が1時間も続いた。

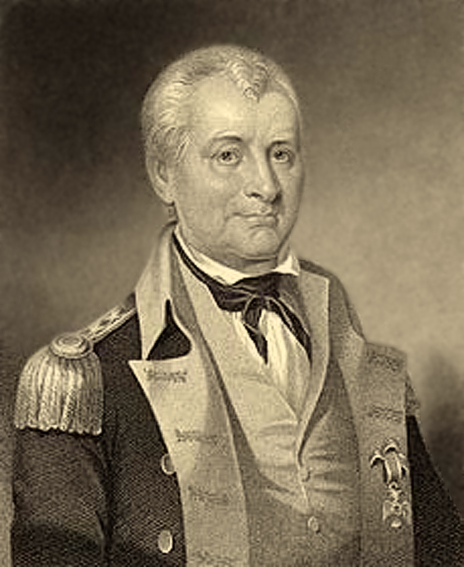
ラクラン・マッキントッシュ大佐、

この事態を討議するために招集された安全委員会は、補給船を燃やすべきだと決断し、民兵1個中隊がこの任務を果たすために集められた。補給船のインバネスに火が付けられ、捕獲された船舶の方に漂っていくように仕向けられた。イギリス兵は火のついた船が近づいて来るのを前にして、急遽捕獲していた船舶を放棄することになった。この混乱の中で愛国者民兵と砲台が活動し、マスケット銃とブドウ弾銃で動き回るイギリス乗組員を掃射した。捕獲された船舶のうち2隻は何とか下流に脱出し、他に2隻は火の付いた船をかわして上流に逃げたが、港に入ることを強制され、その乗組員は捕虜になった。3隻の船に延焼し、夜の間に燃え続けた。この間に、先に要請に応えて派遣されていたサウスカロライナの民兵500名が折よく到着して植民地部隊を救援できた。

## 戦いの後
マッキントッシュ大佐は翌日バークレイ海軍大佐に和平の使者を送り、捕虜の交換を要求した。バークレイがこれを拒むと、安全委員会は残っていたライトの部下の議員たちの逮捕を命令した。この動きが功を奏した。イギリス軍が拘束していた捕虜は、これら議員達の保護と交換に釈放された。
これらの動きがあったにも拘わらず、イギリス軍は商船の大半をバック川から河口に帆走させることに成功した。ただし、その中には、浅い水路を通るために荷物の一部を捨てる必要性があった船もあった。これらの船がタイビー島に到着すると、イギリス軍が望んでいた食料である1,600樽のコメがイギリス艦隊の輸送船2隻に積み替えられた。
艦隊は、捕虜交換の交渉が進行している間、タイビー島沖で停泊していた。この間に艦隊は到着してくる船舶数隻を拘束し、それらは後に「賞金」として処理された。3月25日、サバンナ市から1隊の民兵が派遣され、島の家屋を全て燃やして、ライトや艦船の士官達が使えないようにした。バークレイは3月30日に碇を挙げ、商船と輸送艦を護衛して北に向かった。その3月始めにイギリス軍はボストンを放棄していたので、ロードアイランドのニューポートに立ち寄ったが、土地の愛国者達が援助を拒み、野砲を使って艦船に発砲した。バークレイは5月にノバスコシアのハリファックスでイギリス軍と合流できた。
この戦闘とライト総督が立ち去ったことで、ジョージアにおけるイギリスの支配は中断された。1778年12月にイギリス軍はサバンナ市を占領した。ライト総督がサバンナ市に戻り、1782年までイギリスの支配下に置いた。